# Dominique Besnehard
Dominique Besnehard es un productor y actor francés, antiguo agente artístico de numerosos comediantes en la sociedad Artmedia. 

## Biografía
Nació el 5 de febrero de 1954, en Bois-Colombes (Hauts-de-Seine) y creció entre Houlgate y Vire, en Normandia.
Hijo de padres tenderos, antiguo alumno de la Rue Blanche, es hermano del dramaturgo Daniel Besnehard.
Después de la proyección de Les Doigts dans la tête de Jacques Doillon, se encuentra en la calle con un amigo que le presenta esa misma noche a Jacques Doillon, le encanta la película, se comprenden de inmediato. Jacques Doillon en contra de la opinión de la producción que deseaba un empleado en prácticas con permiso de conducir, lo impuso como empleado en prácticas en Un sac de billes. Se convirtió en su asistente durante más de diez años. Descubrió a Mado Desdevisses, La drôlesse, su primer gran descubrimiento. Siguió una colaboración de más de 30 años. Jacques Doillon le confió todos sus castings, Richard Anconina Le Petit Criminel, Béatrice Dalle La vengeance d'une femme, Juliette Binoche La vie de famille, etc. Encadenó las películas y se convirtió en uno de los mayores descubridores de talentos del cine francés siguiendo el oficio de director de casting. Paralelamente, actúa en numerosas películas, normalmente en papeles secundarios.  

En 1986, se une a la agencia artística Artmedia y cambia de oficio encargándose de reclutar jóvenes comediantes y guionistas, convirtiéndose en agente. 
Ha sido el agente de varias actrices conocidas internacionalmente (Isabelle Adjani, Sophie Marceau, Béatrice Dalle, Laetitia Casta, Jeanne Moreau, Nathalie Baye, Sylvie Vartan, Emmanuelle Béart, Charlotte Gainsbourg, Cécile de France, Laura Smet, Emmanuelle Seigner, Anouk Aimée, Line Renaud, Eva Green, Marlène Jobert, Mylène Demongeot, Vahina Giocante, Ariane Ascaride, Muriel Robin, Jacqueline Bisset, Evelyne Bouix, Caroline Cellier, Julie Depardieu, Isabella Ferrari, Anna Galiena, Catherine Hiegel, Valérie Kaprisky, Anna Karina, Chantal Lauby, Salomé Lelouch, Florence Pernel, Micheline Presle, Mylène Demongeot, Inès Sastre, Mira Sorvino...), acteurs internationaux (Michel Blanc, Michael Vartan, Yvan Attal, Pierre Richard, Alain Chabat, Charles Aznavour, Christophe Lambert, Jean-Claude Brialy, Stanislas Merhar, Robinson Stévenin, Richard Anconina, Rupert Everett, Stefano Accorsi, Jean-Hugues Anglade, Niels Arestrup, Alain Souchon, Éric Cantona, Guy Bedos, Pierre Arditi, Nicolas Duvauchelle, Murray Head, Bruno Madinier, Florent Pagny, Jean-Louis Trintignant, Philippe Torreton, Jacques Weber...) y de numerosos directores como François Ozon, Jean-Michel Ribes, Bruno Nuytten Xavier Beauvois, Bernie Bonvoisin, Samuel Benchetrit, Cédric Kahn, Bruno Chiche, Josée Dayan, Catherine Corsini, Claire Denis, Claire Devers, Francis Girod, Gérard Jourd'hui, Alexandra Leclère, Gérard Pirès, Patrick Rotman, Pierre Salvadori, Andrzej Zulawski.
Creó en 2006 su propia sociedad de producción : Mon Voisin Productions. En mayo de 2007, la primera película producida por Dominique Besnehard, L'Âge des ténèbres de Denys Arcand, fue seleccionada en el cierre del 60 Festival de Cannes.

## Compromiso político
Dominique Besnehard apoya y aconseja abiertamente a la política francesa Ségolène Royal. La ha reunido con numerosos artistas que a su vez la han apoyado en diferentes meetings organizados por ella, como en Charléty en mayo de 2007 ; igualmente después del estreno del Rassemblement de la Fraternité, un gran concierto popular que tuvo lugar en el Zénith de Paris, en septiembre de 2008.

## Filmografía
Aparece como cómico en varias películas donde encarna papeles secundarios: 
- 1975: Un sac de billes de Jacques Doillon.
- 1978: La drôlesse de Jacques Doillon.
- 1980: Un étrange voyage de Alain Cavalier.
- 1980: Je vous aime de Claude Berri.
- 1980: Psy de Philippe de Broca.
- 1981: Diva de Jean-Jacques Beineix.
- 1983: À nos amours de Maurice Pialat.
- 1984: Marche à l'ombre de Michel Blanc.
- 1985: 37°2 le matin de Jean-Jacques Beineix.
- 1986: La Vie dissolue de Gérard Floque de Georges Lautner.
- 1987: Paulette (1987), de Claude Confortès.
- 1987: L'Été en pente douce de Gérard Krawczyk.
- 1992: Mensonge de François Margolin.
- 1992: Une journée chez ma mère de Dominique Cheminal.
- 1994: Grosse Fatigue de Michel Blanc.
- 1994: Un indien dans la ville de Hervé Palud.
- 1994: La Cité de la peur de Alain Berbérian.
- 1995: Pédale douce de Gabriel Aghion.
- 1995: J'aime beaucoup ce que vous faites de Xavier Giannoli.
- 1996: Beaumarchais l'insolent de Édouard Molinaro.
- 1997: Que la lumière soit de Arthur Joffé.
- 1997: Paparazzi de Alain Berbérian.
- 1997: Didier de Alain Chabat.
- 1997: Héroïnes de Gérard Krawczyk.
- 1997: Denis de Catherine Corsini.
- 1998: Mookie de Hervé Palud.
- 1999: Ça ira mieux demain de Jeanne Labrune.
- 2000: Meilleur Espoir féminin de Gérard Jugnot.
- 2000: Le Prof de Alexandre Jardin.
- 2002: Astérix & Obélix: Mission Cléopâtre de Alain Chabat.
- 2002: Blanche de Bernie Bonvoisin.
- 2002: C'est le bouquet de Jeanne Labrune.
- 2003: Aurélien de Arnaud Sélignac.
- 2003: Laisse tes mains sur mes hanches de Chantal Lauby.
- 2004: Pédale dure de Gabriel Aghion.
- 2004: Podium de Yann Moix.
- 2004: Cause toujours de Jeanne Labrune.
- 2004: RRRrrrr !!! de Alain Chabat.
- 2006: Jean de La Fontaine, le défi de Daniel Vigne.
- 2008: Mes stars et moi de Lætitia Colombani.
- 2008: Musée haut, musée bas de Jean-Michel Ribes.

Televisión
- 2008: L'Amour dans le sang de Vincent Monnet.

## Teatro
- 1995: Bal à Wiepersdorf de Ivane Daoudi, lectura Festival de Aviñón.

## Producción
Mon Voisin Productions tiene varios proyectos en marcha:
- L'Âge des ténèbres de Denys Arcand, estrenado en (2007).
- La adaptación de la obra Musée haut, musée bas de Jean-Michel Ribes (2008).
- La adaptación de la novela L'Amour dans le sang de Charlotte Valandrey, telefilm dirigido por Vincent Monnet (2008).
- La adaptación de la novela La Joueuse d'échecs de Bertina Henrichs, Joueuse, película dirigida por Caroline Bottaro (2009).
- Una comedia sobre el sobrepeso, sacada de sus experiencias en centros de puesta en forma.
- "10 %" : una serie de televisión sobre una agencia de cómicos, escrita con Nicolas Mercier y sacada de su propia experiencia como agente en Artmedia.